# 코모리양은 거절할 수 없어!
《코모리양은 거절할 수 없어!》(일본어: 小森さんは断れない!)는 쿨교신자가 지은 일본의 만화다. 《망가 타임 오리지널》(호분샤)에서 2012년 4월호부터 연재되고 있다. 2015년 10월 애니메이션 방영이 시작되었으며, 일본 현지 기준 방송사는 도쿄 MX이다.

## 등장인물
코모리 슈리 (小森 しゅり)
성우 - 우치다 아야
니시토리 메구미 (西鳥 めぐみ)
성우 - 오자와 아리
네기시 마사코 (根岸 まさ子)
성우 - 나가나와 마리아
오오타니 (大谷)